# Илия (име)
Вижте пояснителната страница за други значения на Илия.
Илия е популярно българско мъжко име, разпространено е още сред сърби, хървати, черногорци, не толкова популярно за сметка на форамата Иля в Русия, Украйна и Беларус. Името се разпространява по нашите земи чрез християнските традиции и богослужебни книги, които разказват за старозаветния пророк Илия. Свети Илия е много почитан, тъй като се приема за повелител на природните стихии. Формата Илия (възможно е формата на името да преминава първо през гръцкото Ηλίας, Илиас) е славянска адаптация на ивритското אליהו (Елияху), от което „ел“ означава Бог, а „яху“ – е съкратена форма на Яхве или буквално „Яхве е Бог“.
Към края на 2009 година Илия е деветнадесетото по разпространеност мъжко име в България, носено от около 34 000 души (0,92% от мъжете).
Диалектни форми на Илия са Илко и Ильо.

## Производни на името
Мъжкото собствено име Илия има множество разновидности в именителен и звателен падеж за мъжки род:
- Илиан, Илиян (с преминаване на а в я);
- Ило, Иле, Илю, Ильо;
- Иля (през руски);
- Илко;
- Илчо;
- Илийка, Лийка, Илийчо;
- Личо, Личка, Личе;
- Илин, Илинчо, Илинко;
- Ицо (използва се ограничено в райони, чиито говори преобразуват звука ч в ц; формата е по-популярна като разновидност на мъжкото собствено име Христо), Ице

## Женски аналози
- Илиана, Илианка, Илияна (с преминаване на а в я);
- Илина, Илинка
- Илка

## Производни родови имена
- Илиев, Илиевски, Илиин
- Илов, Илев, Ильов, Ильовски
- Илиински
- Илийски
- Илийков, Илийчев, Илийчков, Илийчовски
- Илин, Илинкин, Илинов, Илински, Илинчев
- Илков, Илковски
- Илчев, Илчов, Илчевски, Илчовски
- Личев, Личов, Личков

## Чуждоезични аналози
- на английски: Elijah – (Елайджа)
- на гръцки: Ηλίας – (Илиас)
- на италиански: Elia – (Елиа)
- на немски: Elias – (Елиас)
- на руски: Илья – (Иля), в руската традиция съществува и формата Илия, но като разновидност на широко разпространената форма Иля
- на украински: Iлля – (Иля)
- на френски: Élie – (Ели)
- на старославянски – Илия
- на арабски: إلياس – (Иляс).[2]